# Marcilly-la-Campagne
Marcilly-la-Campagne település Franciaországban, Eure megyében. Lakosainak száma 1117 fő (2022. január 1.). Marcilly-la-Campagne Coudres, Droisy, Illiers-l’Évêque, La Madeleine-de-Nonancourt, Moisville és Mesnils-sur-Iton községekkel határos.

## Népesség
A település népességének változása:
| Lakosok száma | 455  | 475  | 672  | 871  | 1104 | 1167 | 1161 | 1121 | 1119 | 1117 |
|               | 1968 | 1982 | 1990 | 2006 | 2013 | 2015 | 2017 | 2019 | 2020 | 2022 |